# Sloupatkovité

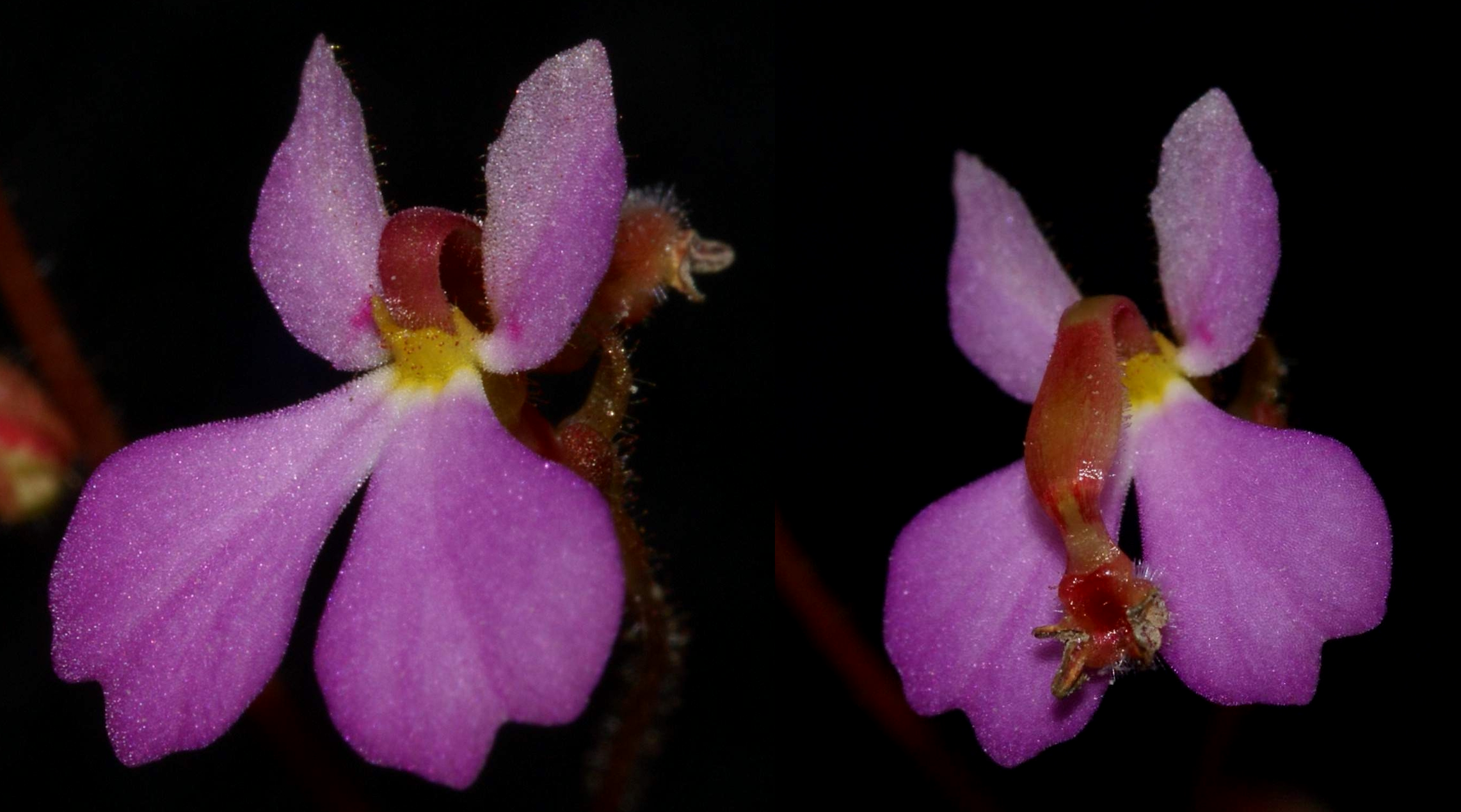
Pohyb gynostemia Stylidium turbinatum

Sloupatkovité (Stylidiaceae) je čeleď vyšších dvouděložných rostlin z řádu hvězdnicotvaré (Asterales). Jsou to byliny a keře se střídavými či přeslenitými listy a pravidelnými až dvoustranně souměrnými květy. Čeleď zahrnuje téměř 250 druhů v 6 rodech a je rozšířena od tropické Asie po Nový Zéland a v Jižní Americe. Mnohé druhy mají v květech zajímavý nástražný systém zajišťující kontakt s opylovačem.

## Charakteristika
Sloupatkovité jsou vytrvalé byliny a keře se střídavými nebo řidčeji přeslenitými listy bez palistů. Listy jsou často v přízemní růžici. Donatia je drobná mechovitá rostlinka vytvářející husté kompaktní polštáře.
Květy jsou jednotlivé nebo v květenstvích různých typů, pravidelné nebo poněkud až silně nepravidelné či souměrné, nejčastěji pětičetné (u rodu Donatia kališní i korunní lístky až v počtu 10). Kališní lístky jsou volné nebo srostlé, koruna je volná nebo srostlá. Tyčinky jsou 2 nebo 3. Semeník je spodní, srostlý ze 2 až 3 plodolistů, s 1 až 3 pouzdry. Čnělka je jediná nebo jsou čnělky volné. V každém plodolistu je 1 až mnoho vajíček. Plodem je pukavá nebo řidčeji nepukavá tobolka.

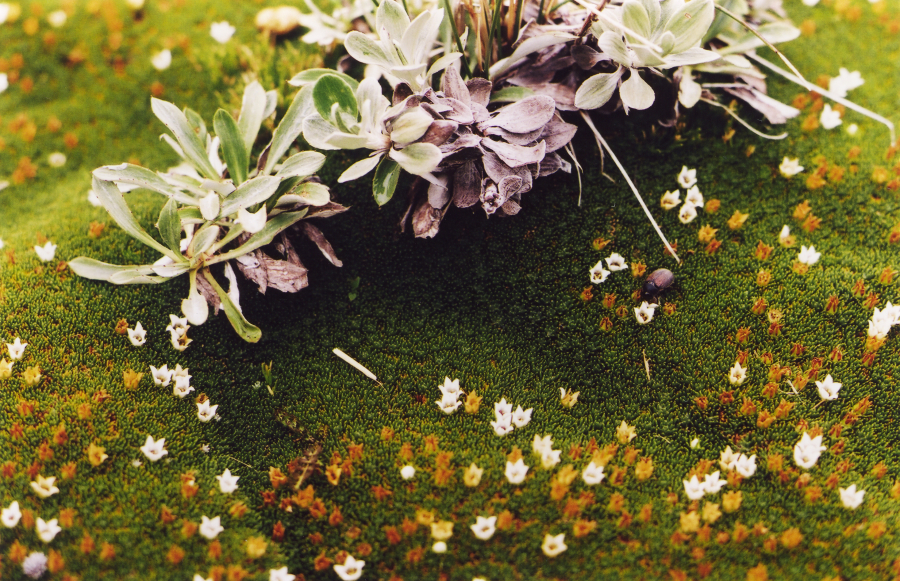
porost Donatia novae-zealandiae
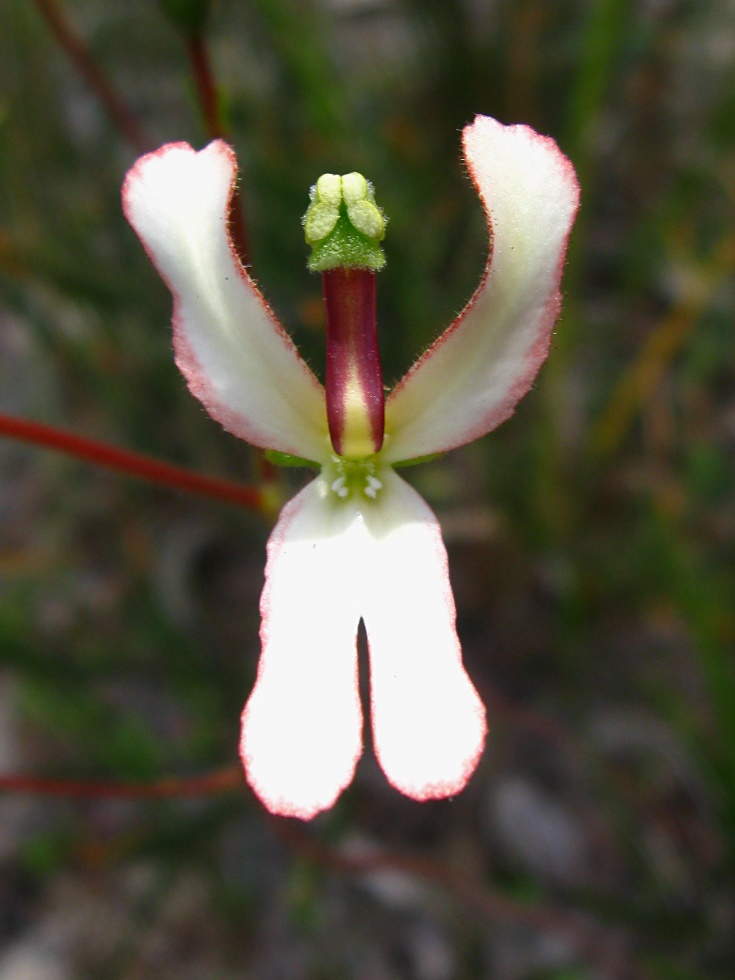
Detail květu Stylidium schoenoides
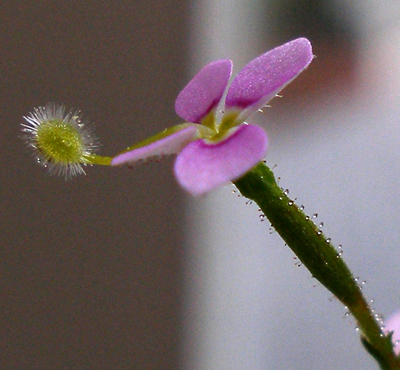
Detail květu Stylidium debile
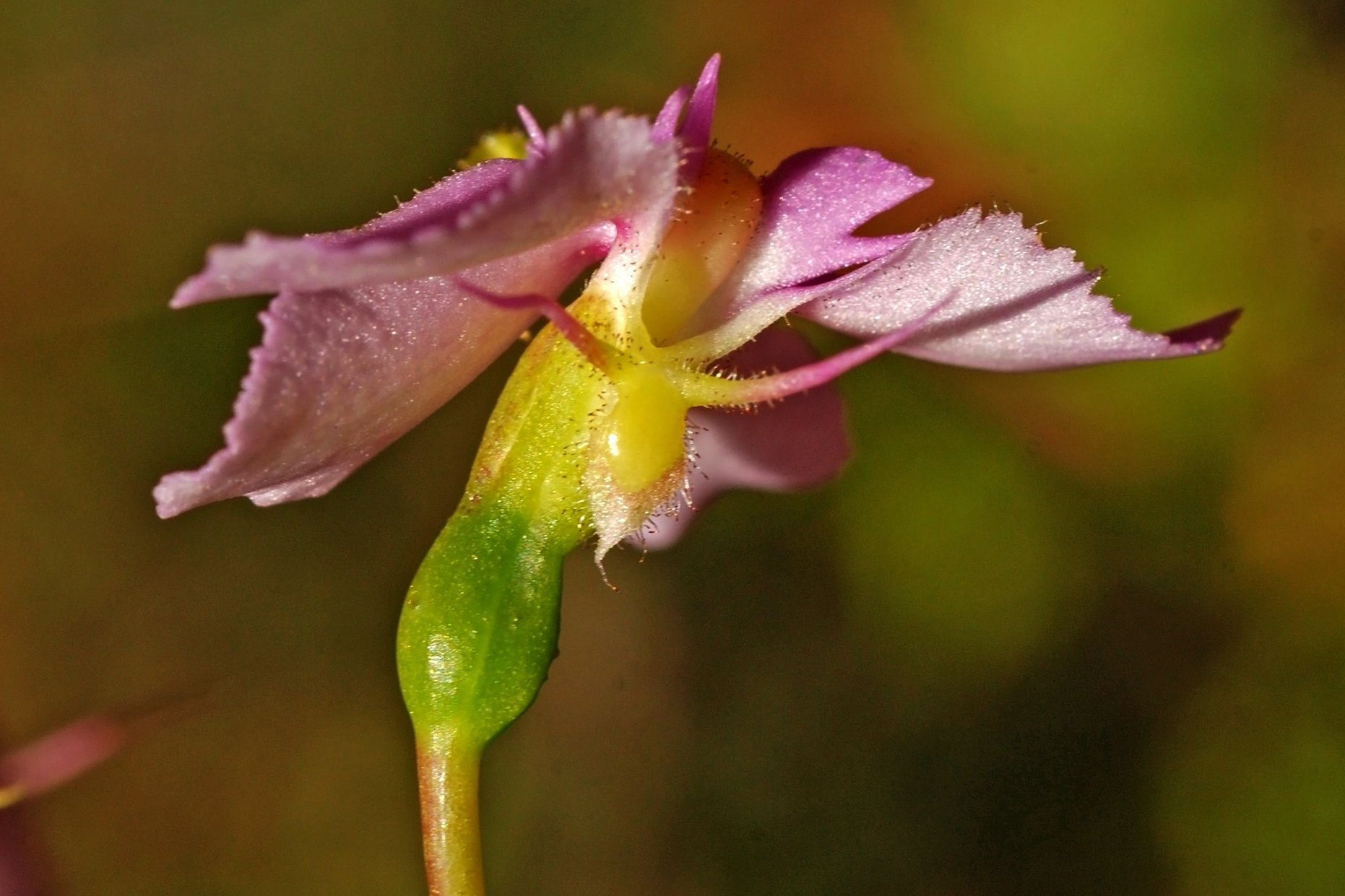
Detail květu Stylidium nymphaeum
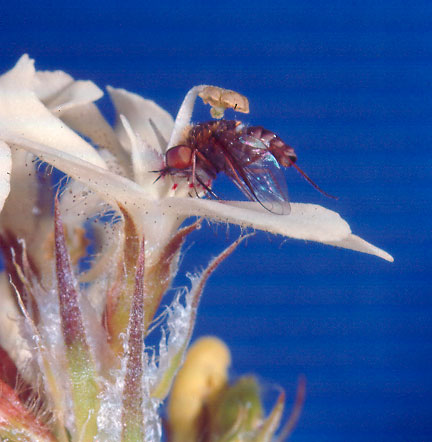
Opylování Stylidium crossocephalum
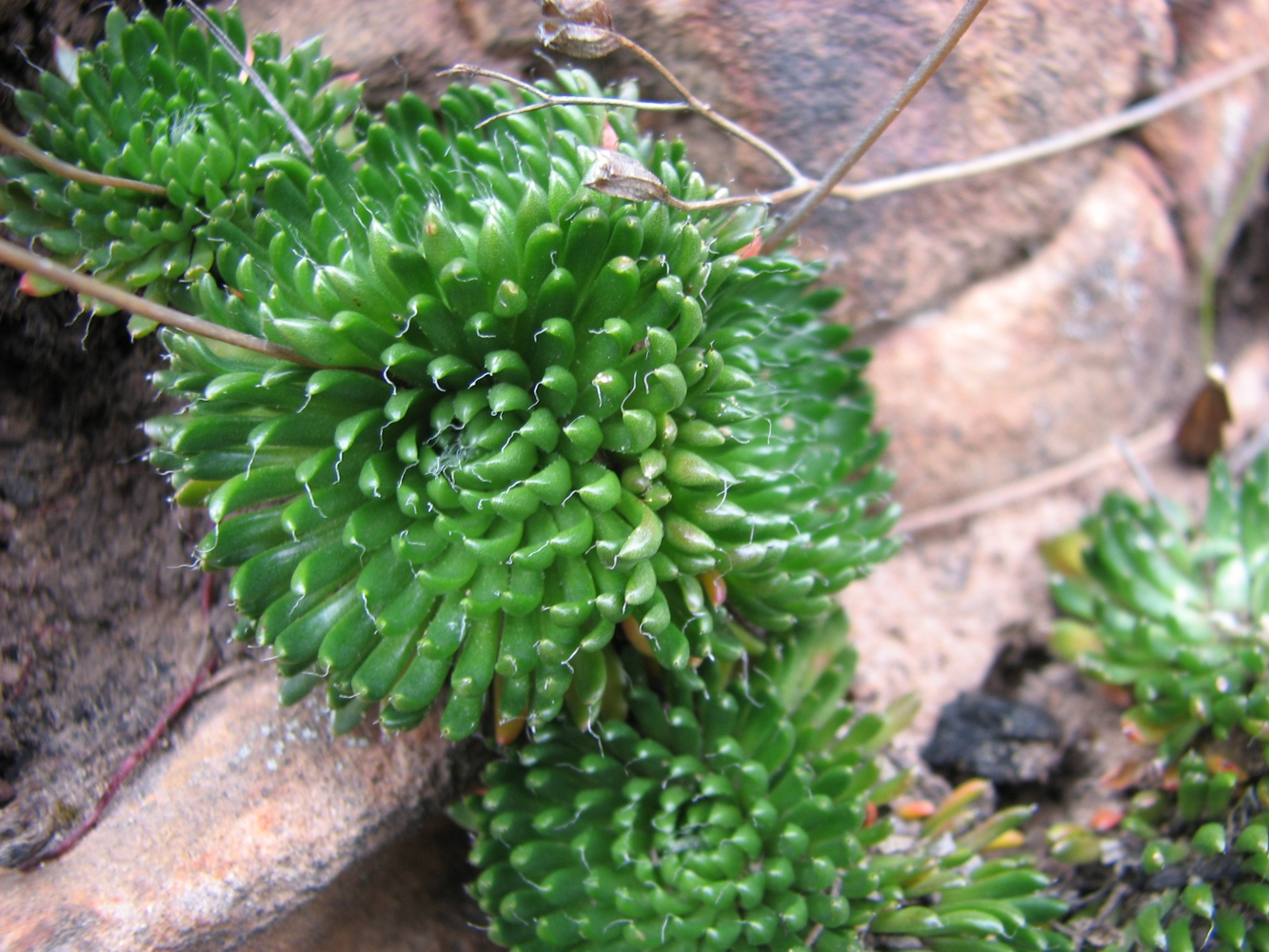
Přízemní růžice Stylidium soboliferum
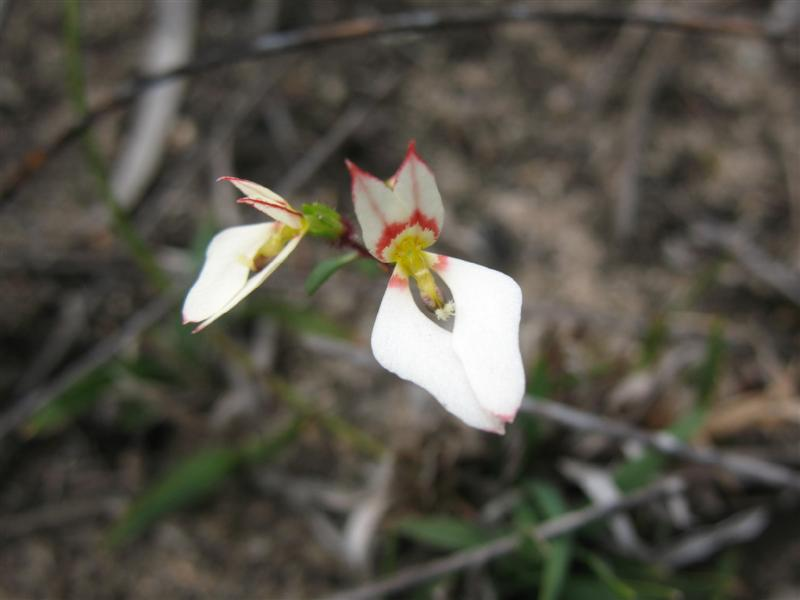
Květy Levenhookia pauciflora
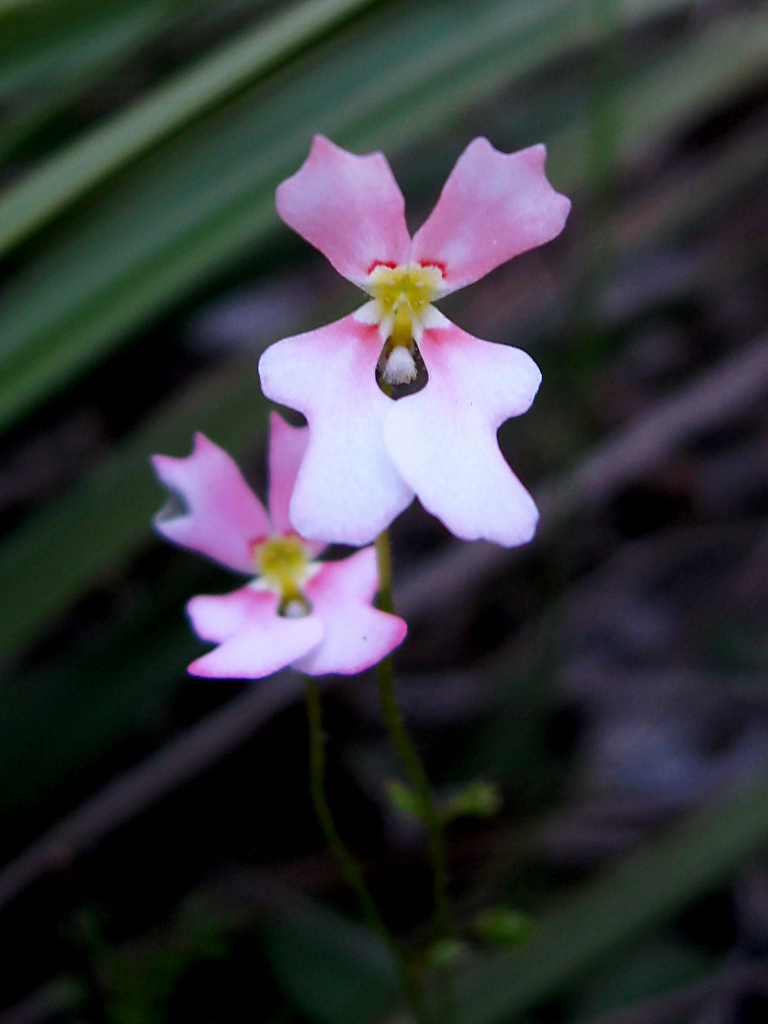
Květy Stylidium calcaratum

## Rozšíření
Čeleď zahrnuje asi 245 druhů v 6 rodech. Je zastoupena roztroušeně v jihovýchodní Asii, na Srí Lance, v Austrálii, na Novém Zélandu a přilehlých ostrovech a na jihu Jižní Ameriky. Centrum diverzity je v Austrálii.

## Ekologické interakce
Květy sloupatkovitých jsou opylovány hmyzem. U podčeledi Stylidioideae jsou tyčinky srostlé s čnělkou v gynostemium. Celý tento komplex je často senzitivní a při pohybech opylovače se vymrští. Tento mechanismus dal sloupatce australský název 'triger plant'.

## Taxonomie
Rod Donatia byl ještě v systému APG II publikovaném v roce 2003 řazen v samostatné čeledi Donatiaceae. V systému APG III je tento rod veden na úrovni podčeledi Donatioideae. V dřívějších systémech byly obě čeledi řazeny do řádu Stylidiales (Tachtadžjan, Dahlgren), případně přímo do řádu zvonkotvaré (Campanulales, Cronquist).
Čeleď je v současné taxonomii dělena na dvě podčeledi:
- Donatioideae – 2 druhy rodu Donatia, Nový Zéland, Tasmánie a jih Jižní Ameriky
- Stylidioideae – 240 druhů v 5 rodech, především Austrálie, dále jv. Asie, Nový Zéland a jih Jižní Ameriky[3]

## Zástupci
- sloupatka (Stylidium)[4]

## Přehled rodů
Donatia, Forstera, Levenhookia, Oreostylidium, Phyllachne, Stylidium